# 순환남로
순환남로(Sunhwannam-ro)는 전북특별자치도 부안군 행안면 스포츠파크사거리에서 부안군 동진면 를잇는 전북특별자치도의 도로이다.

## 주요 경유지
전북특별자치도
- 부안군 (행안면 . 부안읍 . 동진면)

## 노선
| 이름                 | 접속 노선                        | 소재지 | 소재지 | 비고 |
| -------------------- | -------------------------------- | ------ | ------ | ---- |
| 스포츠파크사거리(북) | 국도 제23호선 (부안로)           | 부안군 | 행안면 |      |
| 스포츠파크사거리(남) | 지방도 제707호선 (선돌로)        | 부안군 | 부안읍 |      |
| (이름 없음)          | 지방도 제705호선 (부평로) 용암로 | 부안군 | 부안읍 |      |
| (교량 명칭 미상)     |                                  | 부안군 | 부안읍 |      |
| 하장 교차로          | 국도 제30호선 (변산바다로)       | 부안군 | 동진면 |      |
| (이름 없음)          | 고마재로 동진남로                | 부안군 | 동진면 |      |